# François III. d’Orléans-Longueville
François III. d’Orléans (* 30. Oktober 1535 in Châteaudun; † 22. September 1551 in Amiens), genannt le petit Duc, war ein französischer Adliger. Er war von 1537 bis 1551 5. Herzog von Longueville, 4. souveräner Graf von Neuenburg, 8. Graf von Dunois, Tancarville, Montgommery etc., Pair von Frankreich und Großkammerherr von Frankreich.

## Leben
François III. d’Orléans war der älteste Sohn von Louis II. (* 1510; † 1537), Herzog von Longueville aus der illegitimen Nebenlinie Orléans-Longueville des französischen Königshauses, und Marie de Guise. Da seine Mutter in zweiter Ehe Jakob V., König von Schottland heiratete, war er ein Halbbruder von Maria Stuart.
1537 erbte er Titel und Besitz seines Vaters. Vermutlich ebenfalls 1537 wurde er als Nachfolger seines Vaters auch Großkammerherr von Frankreich. 1543 wurde er formal alleiniger souveräner Graf von Neuenburg durch den Tod seiner Großmutter Johanna von Hachberg-Sausenberg.
François III. d’Orleans starb unverheiratet und daher ohne eheliche Nachkommen bevor er volljährig wurde, weshalb er auch nie regierte. Als Regent fungierte sein Großvater Claude de Lorraine, duc de Guise. François wurde in der Sainte-Chapelle in Dunois bestattet. Seine Titel und sein Besitz gingen auf seinen Vetter Léonor d’Orléans-Longueville über.